# ムラサキ
ムラサキ（紫、Lithospermum erythrorhizon）は、ムラサキ科の植物の一種。多年草で、初夏から夏にかけて白い花を咲かせる。栽培用には、同属異種のセイヨウムラサキ（L. officinale L.）が利用されることが多い。

## 特徴
和名ムラサキの語源は、本種が群れて咲くことから「群ら咲き」であるとする説が一般的であるが、図鑑等には紫色の根が由来と説明するものもある。
日本の北海道・本州・四国・九州に分布し、比較的冷たい山地の草原に自生する。野生では自生地の環境悪化によって、自生のものは非常に少なく、絶滅危惧種になっている。しばしば、栽培もされている。半日陰の排水のよい土地を好む。
多年生の草本。根は太く、乾燥すると暗紫色になる。茎は直立し、草丈は30 - 80センチメートル (cm) ほどになり、上部は枝分かれする。葉とともに、斜め上向きに粗毛が多い。葉は互生し、葉柄は無く、葉身は披針形で先端と基部は細くなっており葉縁は全縁で、やや平行するように少数の葉脈がある。
花期は初夏から夏にかけて（6 - 8月）、茎先の葉腋についた葉状の苞葉の間に、5弁の小さな白い花が咲く。果実は灰白色で、4分果からなる。
近縁のセイヨウムラサキは繁殖力が強く、茎は枝分かれして花が小さいことで、ムラサキとは異なる。
2007年に、東近江市の花に選出された。

## 利用
播種で増殖するが、栽培は難しい。近縁のセイヨウムラサキは栽培は容易であるが、利用価値は高くない。

### 生薬
乾燥した根は暗紫色で、紫根（しこん）と称される生薬である。この生薬は日本薬局方に収録されており、抗炎症作用、創傷治癒の促進作用、殺菌作用などがあり、紫雲膏などの漢方方剤に外用薬として配合される。主要成分はナフトキノン誘導体のシコニン (shikonin) 、アセチルシコニン、イソブチルシコニンなどであり、最近では、日本でも抗炎症薬として、口内炎・舌炎の治療に使用される。民間療法では、解熱、解毒、利尿、肉芽の発生を促すため皮膚病、やけど、痔に、1日量3 - 5グラムを水400 ccで半量になるまで煎じ、3回に分けて服用する用法が知られている。

### 染料
古くから青みがかった紫色「江戸紫」の染料として用いられてきた。紫色とは、もともとムラサキの根を原料として染め上げた色である。江戸では染物屋のことを「紫屋」ともいい、根の煎じがらを店先に積んで看板代わりとした。色を染めるには、乾燥した紫根を粉にし、微温湯で抽出して灰汁で媒染して染色する。江戸時代には染められた絹を鉢巻にして、病気平癒の為に頭に巻く風習が生まれた（病鉢巻）。

### 口紅
染料の成分および薬用成分はナフトキノン誘導体のシコニン (Shikonin) で、最近ではバイオテクノロジーにより大量生産されて口紅などに用いられている。

### 絶滅危惧種
万葉集にもその名が出るほど歴史は古く、奈良時代から江戸時代末期まで栽培が行われてきた。旧東京市歌でも、一番の冒頭で「紫匂ひし 武蔵の野辺に」と歌われるなど、身近な植物であったが、明治時代以降は合成染料の登場により商業的価値を失い、ムラサキ自体も絶滅危惧種レッドデータブックIBにランクされるまでになってしまった。そのため、現在も熱心な愛好家たちが栽培を試みているが、種の発芽率が低い上、ウイルスなどに弱いため、株を増やすのは困難である。このため、現在では中国から近縁種（下記）が輸入され、ムラサキとして流通しているが、ムラサキとの交雑により純正種を脅かすことになっている。

### 注意
最近健康食品として、美白に効果があるなどとして広く販売されているが、肝癌などを誘発するピロリジジンアルカロイドを含有するため、注意が必要である。近縁種についても同様の危険がある。（詳しくはピロリジジンアルカロイドを参照）

## 近縁種
- ホタルカズラ (Lithospermum zollingeri)
- セイヨウムラサキ (Lithospermum officinale)
- イヌムラサキ (Lithospermum arvense)